# Djuz
Koranen er opdelt i 30 djuz af cirka samme længde. Denne opdeling er beregnet på at der under ramadanen skal læses én djuz dagligt, sådan at man i løbet af ramadanen læser hele Koranen.
```
*Der er rejst tvivl om det anførte. Se Diskussion
```